# 班多爾班縣
班多爾班縣是孟加拉國吉大港區的一個縣，位於該國東南部，北界印度，東界緬甸。多山，其中毛多克穆阿爾山為全國最高點（有爭議）。
面積4,479.03平方公里。2001年人口298,120人。
下分七個鄉。